# Lennart Blomdahl
Lennart Blomdahl (* 22. November 1939) ist ein schwedischer Karambolagespieler, Welt- und Europameister im Dreiband. Er ist der Vater von Torbjörn Blomdahl.

## Privates
Lennart Blomdahl lebte während seiner Kindheit in Göteborg. Seinen leiblicher Vater hat er nie kennengelernt und hatte auch noch nie einen Grund ihn zu kontaktieren, denn er wurde sehr liebevoll von seinem Stiefvater aufgezogen. Seine Mutter beschrieb er als etwas zwischen Astrid Lindgren und Mutter Teresa. Er und sein neun Jahre jüngerer Bruder bekamen eine Menge Ermutigung in allem was sie taten und sie fühlten sich sehr geliebt. Nach der Schule hatte Lennart Blomdahl einige Gelegenheitsjobs, dann wurde er LKW-Fahrer. Sieben Jahre dauerte diese lästige Pflicht, danach wurde er Gerüstbauer. Seine Frau Berit, die sechs Monate jünger ist, traf er 19 Jahren. Das Paar hat noch eine Tochter, Eva, die Lehrerin ist.
Dass der Billardsport zu seinem größten Vergnügen wurde, ist dem Zufall zuzuschreiben. Während seiner Ferienzeit spielte er mit Freunden Tischtennis und verlor. Auf dem Rückweg kamen sie an einem Billardtisch vorbei und ein Freund fragte ihn: „Wollen wir spielen“? Von da an ließ ihn dieser Sport nicht mehr los. Während einer Schwedischen Meisterschaft lernte er den Spieler Frans Frank kennen. Er wurde zu seinem Lehrer und Freund, ebenso von Torbjörn. Als sich für die Blomdahls und Frank die Möglichkeit ergab einen Billardklub in Helsingborg zu eröffnen nahmen sie diese Chance wahr und zogen nach Schonen. Sie eröffneten in der Carl-Krook-Straße im Süden der Stadt eine Billardhalle und gründeten den Billardverein B.K. Borgen. Von 1974 bis in die späten 1970er, als die Ölkrise begann, konnten beide Familien gut davon leben. Doch durch die Ölkrise stieg die Miete von 4.000 auf 11.0000 € und sie mussten aufgeben. Danach arbeitete Lennart 25 Jahre lang als Prozessarbeiter, zuerst bei Boliden, später dann bei Kemira. Er machte dort viele Überstunden, nur so konnte er es sich leisten bei internationalen Turnieren teilzunehmen.

## Karriere

Finale des Coupe d’Europe 1995 in Essen (Blomdahl: 4. v. l)

Lennart Blomdahls aktive Zeit waren die 1960er bis Anfang der 2000er Jahre. Er ist, anders als sein Sohn Torbjörn, bei internationalen Turnieren nicht so erfolgreich gewesen, hat aber ca. 70 Schwedische Titel gewonnen, den ersten 1961. Zusammen mit Torbjörn bildeten sie ab 1985 das schwedische Nationalteam, wo sie ihre erste Silbermedaille gewannen. 1987 gewannen sie zusammen die erste Goldmedaille in Madrid. Seine beste Leistung erzielte er bei der Dreiband-Europameisterschaft 1989 in Viersen, als er mit 2:0 das Finale gegen den Franzosen Richard Bitalis gewann. Fast wäre es zu einem Vater/Sohn-Finale gekommen, hätte Bitalis Blomdahl Junior nicht im Halbfinale auf den Dritten Platz verwiesen. Blomdahl Senior wäre fast nicht mit dabei gewesen. Er qualifizierte sich als 16. und letzter Spieler für das Turnier und gewann es dann. Eine Begebenheit, die ihn bis heute noch erheitert. Bei der EM 1992 in Kairo verpasste er mit einem 4. Platz nur knapp die Medaillenränge. Im Halbfinale scheiterte er an Francis Connesson aus Frankreich. Dieser hatte zuvor im Viertelfinale Torbjörn geschlagen, sonst hätte es erneut zu einem Vater/Sohn-Duell geführt.
Mit dem von ihm gegründeten Klub B.K. Borgen gewann er fünfmal den Coupe d’Europe.

## Erfolge
- Dreiband-Weltmeisterschaft für Nationalmannschaften:  1987, 1991  1985, 1990  1993
- Dreiband Grand Prix:  1989/1, 1993/1  1989/8
- Dreiband-Europameisterschaft (Einzel):  1989
- Dreiband-Europameisterschaft für Nationalmannschaften 1985, 1987, 1991
- Coupe d’Europe:  1984, 1985, 1989, 1990, 1995
- Schwedische Dreiband-Meisterschaft:  1975, 1993, 1994  1964, 1979, 1980, 1982, 1991, 1992, 1995  1974, 1976, 1977, 1997, 2004, 2010

Quellen: